# Surveillance de sûreté en France
 (novembre 2009).
Si vous disposez d'ouvrages ou d'articles de référence ou si vous connaissez des sites web de qualité traitant du thème abordé ici, merci de compléter l'article en donnant les références utiles à sa vérifiabilité et en les liant à la section « Notes et références ».
La surveillance de sûreté est en droit pénal français une mesure visant à contrôler les prisonniers ayant purgé leur peine et qui présentent un risque très élevé de récidive parce qu'ils souffrent d'un trouble grave de la personnalité, lorsqu'ils ont été condamnés pour les crimes les plus graves, en particulier sexuels.
Elle a été créée en 2008 par la loi n° 2008-174 du 25 février 2008 relative à la rétention de sûreté et à la déclaration d'irresponsabilité pénale pour cause de trouble mental, créant notamment l'article 706-53-19 alinéa 6 du Code de procédure pénale. La modification de la loi du 10 mars 2010 sur le risque de récidive criminelle y apporte des précisions concernant les conditions qui peuvent justifier le placement en surveillance de sécurité, comme le non-respect d'une injonction de soins. 
Il a été considéré que la loi de 2010 visait à contourner la décision du Conseil constitutionnel de 2008, qui ne permettait pas de placer en rétention de sûreté les détenus en fin de peine dont la condamnation ne mentionnait pas explicitement cette possibilité. Par sa décision, le Conseil constitutionnel repoussait l'application pratique de la rétention de sûreté de dix à quinze ans (après exécution des condamnations mentionnant cette possibilité après entrée en vigueur de la loi). Au contraire, la surveillance de sécurité pour non-respect d'une injonction de soins pouvait s'appliquer immédiatement à tous les détenus.
L'Établissement public de santé national de Fresnes (EPSNF) de la Maison d'arrêt de Fresnes est chargé de la prise en charge des personnes placées en surveillance de sécurité. En 2014, quatre pensionnaires y sont hébergés.
En octobre 2013, le Contrôleur général des lieux de privation de liberté, Jean-Marie Delarue, réalise une inspection des locaux et s'entretient avec les pensionnaires. Dans son rapport remis en février à la ministre de la Justice, Christiane Taubira, il s'inquiète de l'absence d'activités professionnelles, éducatives, de plein air, et même d'un programme de soins à réaliser par les détenus et qui permettraient la réalisation du suivi socio-médico-judiciaires prévu par la loi.